# Uleåborgare och Vasaiter
Uleåborgare och Vasaiter, U.V., var en förening som grundades 1881 av svensksinnade studenter inom Österbottniska avdelningen vid Helsingfors universitet. Den ombildades till en officiell studentkorporation (sedermera Vasa nation) 1908, då Sydösterbottniska avdelningen, som grundats 1907, delades.